# Список умерших в 1426 году

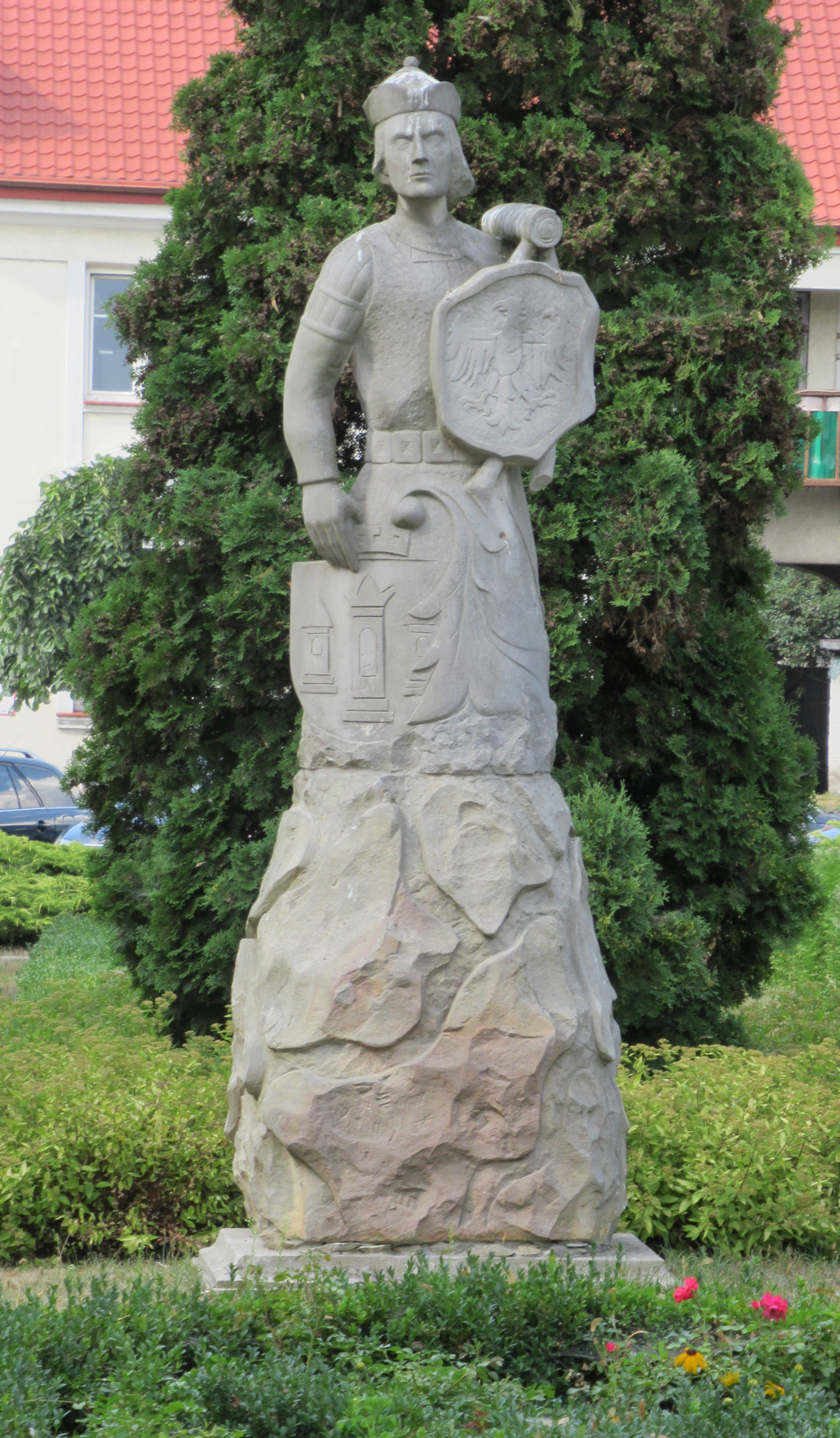
Земовит IV Плоцкий

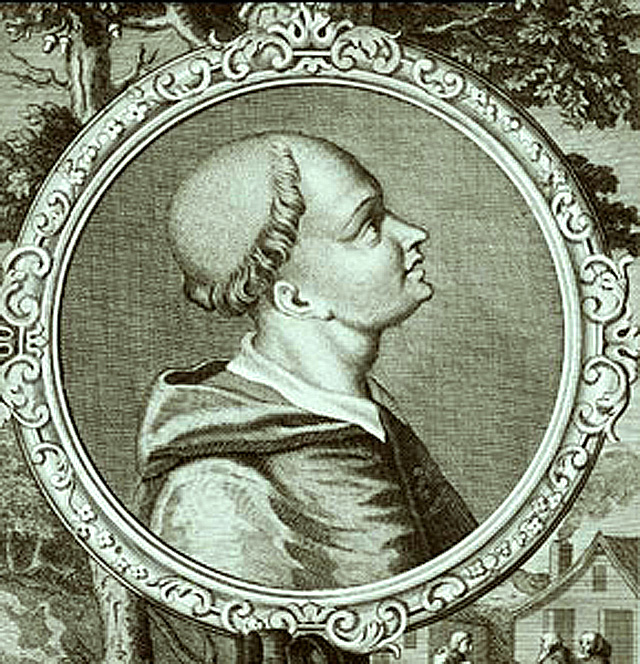
Жан Алларме де Броньи

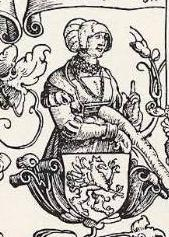
Екатерина Померанская

Ефрем Новый

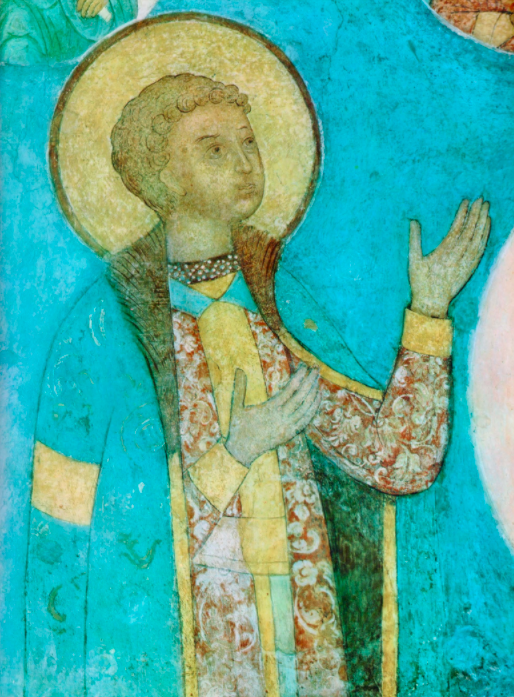
Ярослав (Афанасий) Владимирович

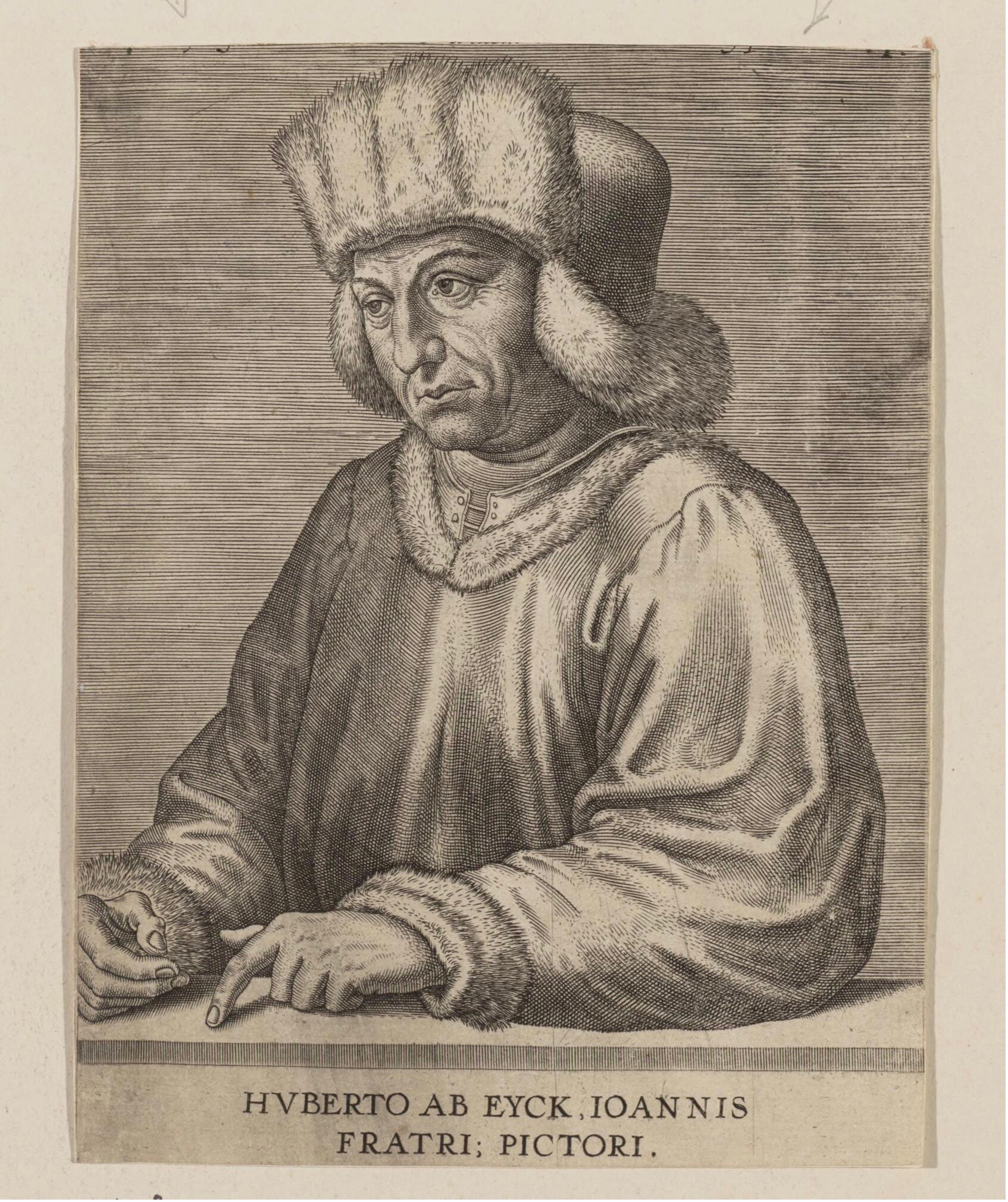
Хуберт ван Эйк

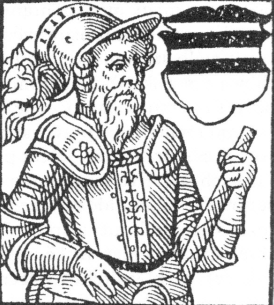
Гинек Бочек из Подебрад

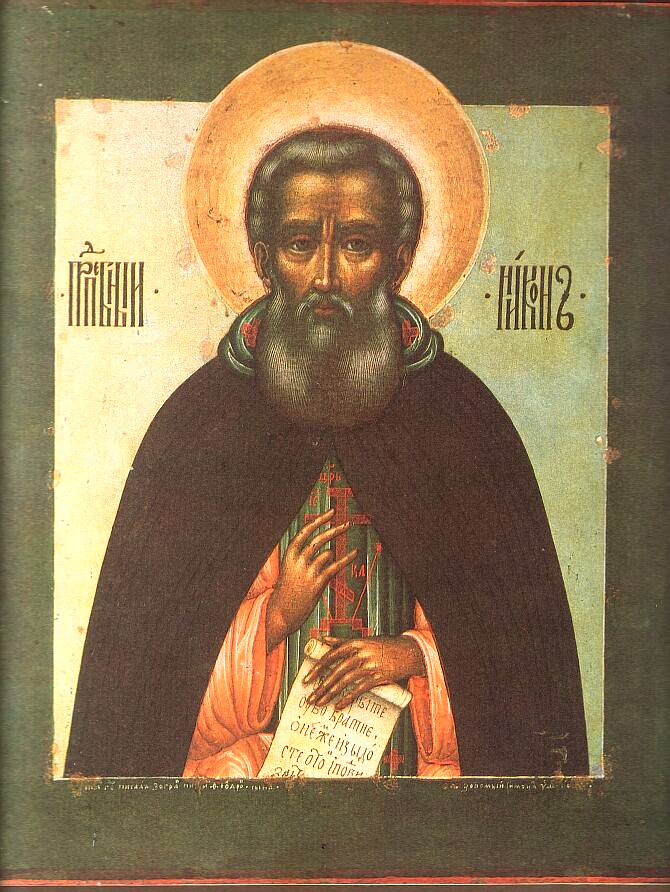
Никон Радонежский

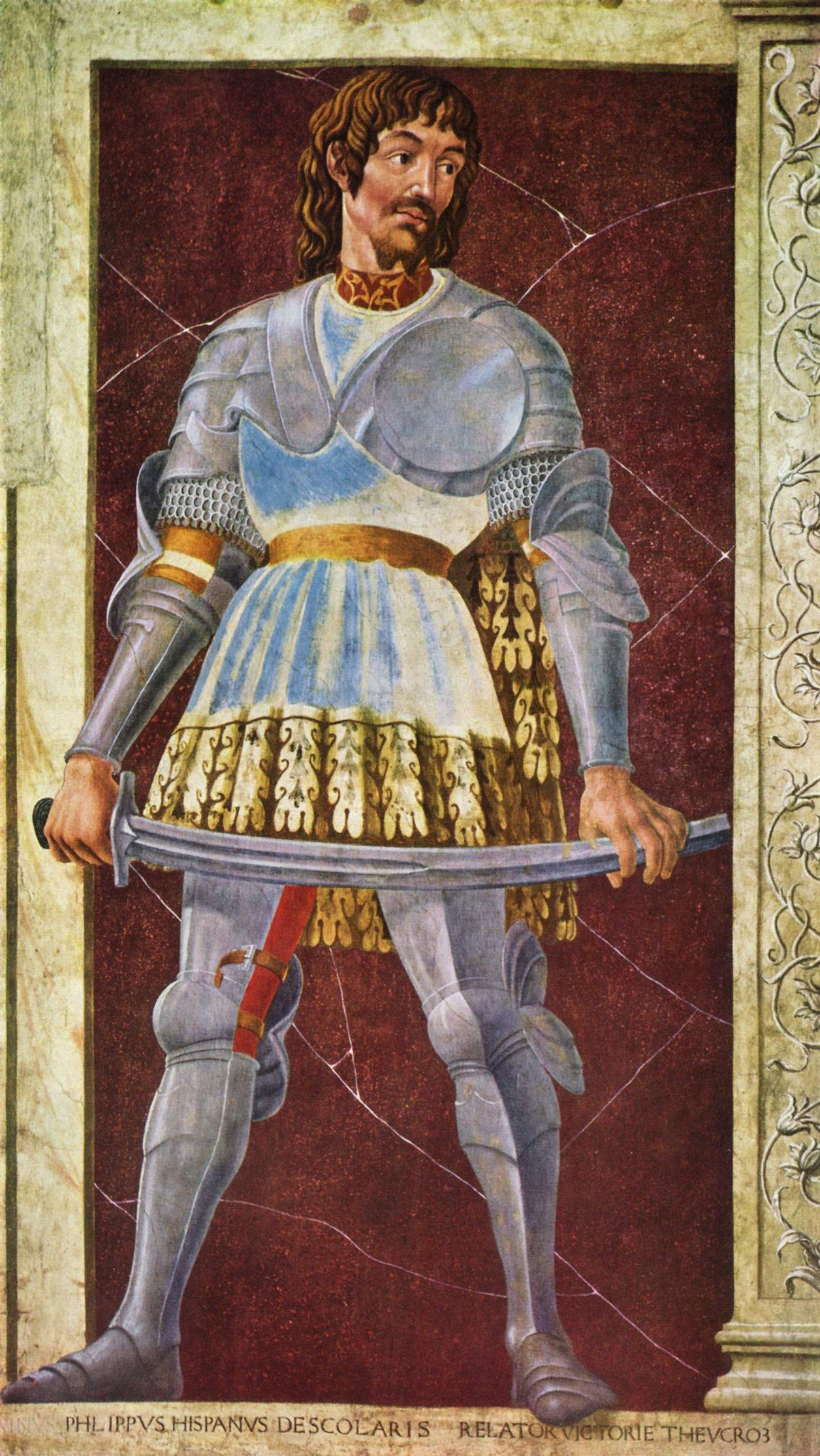
Филиппо Сколари

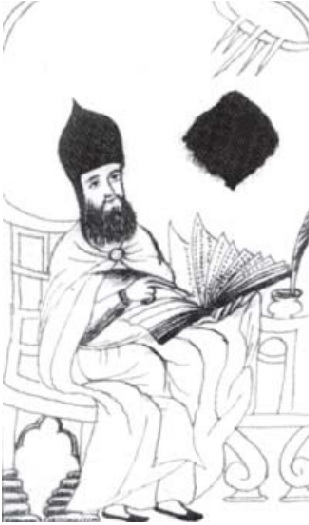
Акоп Крымеци

В этой статье представлен список известных людей, умерших в 1426 году.
См. также: Категория:Умершие в 1426 году

## Январь
- 21 января — Земовит IV Плоцкий — князь равский (1373/1374—1426), плоцкий (1381—1426), визненский (1381—1382, 1401—1426) и белзский (1388—1426).

## Февраль
- 16 февраля — Жан Алларме де Броньи — французский куриальный кардинал, доктор обоих прав, епископ Вивье (1382—1386), псевдокардинал—священник Сант-Анастазия (1385—1406), вице-канцлер Римско-католической церкви (авиньонское послушание, затем пизанское) (1391—1417), псевдокардинал-протопресвитер (1404—1405), псевдокардинал-епископ Остии (1405—1417), апостольский администратор Арля (1410—1423), декан Коллегии кардиналов (пизанское послушание) (1411—1415), кардинал-епископ Остии, вице-канцлер Римско-католической церкви и декан Коллегии кардиналов (1417—1426).

## Март
- 4 марта — Екатерина Померанская — померанская принцесса и графиня-консорт Пфальц-Ноймарктская.  жена Иоганна, графа Пфальц-Ноймарктского и мать Кристофера Баварского, короля Дании, Швеции и Норвегии, объединённых Кальмарской унией.

## Май
- 18 мая — Ефрем Новый (41) — святой, прославленный Константинопольским патриархатом в 2011 году в лике преподобномучеников; убит мусульманами.

## Июнь
- 18 июня — Хью де Камойс — английский аристократ, 2-й барон Камойс (с 1421).

## Июль
- 28 июля — Беро III де Клермон-Сансер — 9-й дофин Оверни (с 1399), граф де Сансер и сеньор де Сагон (с 1419); убит.

## Август
- 16 августа — Ярослав (Афанасий) Владимирович, единственный удельный князь Малоярославецкий (Боровско-Ярославецкий) (1410—1426); умер от чумы.

## Сентябрь
- 18 сентября — Хуберт ван Эйк — южно-нидерландский (фламандский) живописец эпохи Северного Возрождения, старший брат Яна ван Эйка.

## Октябрь
- 6 октября — Чжу Гаосюй (45) — китайский принц, получивший вначале титул великий князь (ван) Гаоян (高陽王, титул создан в 1395 г.), позже великий князь (ван) Хань (漢王, создан в 1404 г.); казнён.
- 7 октября — Алиса де Бо— последняя графиня д’Авеллино и сеньора де Бо (с 1375).
- 16 октября — Гинек Бочек из Подебрад — чешско-моравский дворянин и сторонник гуситов; убит таборитами

## Ноябрь
- 12 ноября — Феодора Кантакузина — императрица-консорт Трапезундской империи (1417—1426), жена Алексея IV Великого Комнина.
- 17 ноября — Никон Радонежский — ученик Сергия Радонежского, второй игумен Троицкого монастыря. Канонизирован Макарьевским собором 1547 года в лике преподобных.

## Декабрь
- 27 декабря:
  - Томас Бофорт — первый граф Дорсет (с 1412), 1-й герцог Эксетер (с 1416), лорд-канцлер (1410—1412), лорд-адмирал (с 1413), кавалер ордена Подвязки (с 1400), английский военачальник Столетней войны;
  - Филиппо Сколари — флорентийский кондотьер на службе у венгерского короля Сигизмунда.

## Дата неизвестна или требует уточнения
- Акоп Крымеци — армянский учёный, календаревед, искусствовед, истолкователь, философ и грамматик
- Александра Дмитриевна Друцкая — княжна из рода Друцких. Мать королевы польской, четвёртой жены Ягайлы Софьи Гольшанской
- Андрей Владимирович — князь серпуховский (1422—1426), единственный князь радонежский (1410—1426), князь боровской (1410—1426), умер от чумы.
- Василий Михайлович III — последний независимый князь кашинский (с 1389).
- Иван Васильевич Большой — князь Ярославский (1380—1426); умер от чумы
- Мария Санудо — правительница островов Андрос (1372—1383) и Парос (1389—1414), триарх Негропонта (1385—1426).
- Рено VI де Понс — сеньор де Понс, виконт Карла (до 1392) и части Тюренна, сеньор Риберака, Монфора, Айлака, Карлю, Плассака, островов Маренн и Олерон, военачальник и дипломат на службе королей Франции.
- Симеон Владимирович — удельный князь Боровский (1410—1426) и Серпуховский (1422—1426); умер от чумы.
- Фёдор Патрикеевич — литовский князь на службе Московского князя, Князь псковский (1424—1425)
- Ферапонт Белозерский— святой Русской православной церкви, основатель Белозерского Ферапонтова и Лужецкого Ферапонтова монастырей.